# Milka Durán
Sara Ofelia Carmona, conocida por su nombre artístico Milka Duránd(Buenos Aires 24 de junio de 1928-6 de febrero de 2018, Mendoza,) actriz y locutora argentina. Comenzó a trabajar en radio a los 11 años.
Tuvo su salto a la fama por sus personajes en Radio Nihuil para luego hacer un recorrido por otros medios mendocinos. El personaje más destacado de su carrera fue el de "La Lechiguana",' compartiendo libreto junto a Jorge Sosa.
Como actriz de teatro presentó numerosas obras, compartiendo el escenario con recordados actores como Luis Politti. También trabajó en cine junto a Homero Cárpena en “El cartero”, “La maestra enamorada” con Lolita Torres y “Surcos en el mar” con Enrique Muiño y Duilio Marzio. En los últimos años, participó del elenco Comunicaktores.